# Nouvelle Air Affaires Gabon
Nouvelle Air Affaires Gabon es una aerolínea con base en Libreville, Gabón. Efectúa vuelos ejecutivo y charters de carga. Su principal base de operaciones es el Aeropuerto Internacional de Libreville. Comenzó a operar en 1975.
La aerolínea se encuentra en la Lista de aerolíneas prohibidas en la Unión Europea.

## Flota
La flota de Nouvelle Air Affaires Gabon incluye los siguientes aviones, con una edad media de 20.5 años (a octubre de 2020):
| Cessna 208     | 1 | — |  |  |  |  |
| Challenger 601 | 1 | — |  |  |  |  |
| Dash 8-300     | 1 | — |  |  |  |  |
| Hawker 800XP   | 1 | — |  |  |  |  |
| Total          | 4 | — |  |  |  |  |